# اولریش تیلگنر

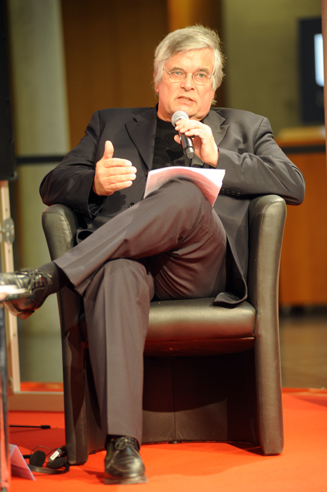
اولریش تیلگنر، خبرنگار و نویسندهٔ آلمانی - ۲۰۱۱

اولریش تیلگنر (زادهٔ ۱۶ ژانویه ۱۹۴۸ در برمن) روزنامه‌نگار، خبرنگار و نویسنده غیرداستانی اهل آلمان است. او به عنوان یک خبرنگار جنگی در بغداد در زمان جنگ عراق شناخته شد.

## زندگی
او تحصیلات خود را در رشته‌های علوم سیاسی، علوم فرهنگی تجربی و تاریخ اقتصاد در دانشگاه فرایبورگ و دانشگاه توبینگن به پایان رساند.
تیلگنر از سال ۱۹۸۰ تا سال ۱۹۸۱ در دفتر تهران تهیه گزارش برای شبکه رادیو و تلویزیون سراسری آلمان، ARD را بر عهده داشت.از سال 1986 تا 2001 دفتر خود را در امان، اردن داشت.
در سال ۱۹۹۱ و سپس در سال ۲۰۰۳ گزارش‌های فراموش‌نشدنی از جنگ خلیج فارس و جنگ عراق تهیه کرد و  از سال ۲۰۰۲ تا ۲۰۰۸  سرپرست دفتر ZDF در ایران بود.
از سال 2006 تا آوریل 2008 خبرنگار ویژه ZDF برای خاورمیانه و نزدیک، به ویژه افغانستان و عراق بود. از آوریل 2008، تیلگنر به همکاری خود با ZDF پایان داد و عمدتاً برای تلویزیون سوئیس گزارش می‌داد،  تا اینکه در ابتدای سال 2015 بازنشسته شد.
تیلگنر با یک روزنامه نگار ازدواج کرده و از ازدواج اولش دو فرزند دارد. او در هامبورگ زندگی می کند.

## آثار
- تحول در ایران- گزارش های شاهدان عینی تجزیه و تحلیل اسناد. Rowohlt, Reinbek در نزدیکی هامبورگ 1983, ISBN 3-499-14441-7.
- جنگ صحنه سازی شده- فریب و حقیقت در سرنگونی صدام حسین. Rowohlt، Reinbek در نزدیکی هامبورگ 2003، ISBN 3-87134-492-3.
- بین جنگ و ترور -برخورد اسلام و  غرب در خاورمیانه. C. Bertelsmann, Bielefeld 2006, ISBN 3-570-00932-7.
- منطق سلاح ها -سیاست غرب در مشرق زمین. Orell Füssli, Zurich 2012, ISBN 978-3-280-05489-5.
- حرکت محدود - کار روزنامه نگاری در مناطق جنگی و بحرانی : Loffelholz et al. (ویرایش): گزارش جنگ و بحران، حق چاپ توسط UVK 2008 (PDF، آرشیو)
- بازتاب رسانه ای به جای اطلاع رسانی نادرست از عراق، ایران و افغانستان در: رونالد تودن (ویرایشگر): ARD & Co. - چگونه رسانه ها را دستکاری کنیم. جلد 1. Selbrund, Frankfurt am Main 2015, ISBN 978-3-9816963-7-0.
- جنگ در مشرق زمین- شکست غرب Rowohlt برلین، برلین 2020، ISBN 978-3-7371-0097-7.